# San Rafael del Yuma
San Rafael del Yuma è un comune della Repubblica Dominicana di 18.089 abitanti, situato nella Provincia di La Altagracia. Comprende, oltre al capoluogo, due distretti municipali: Boca de Yuma e Bayahíbe.